# Luchtboogbeelden Sint-Jan

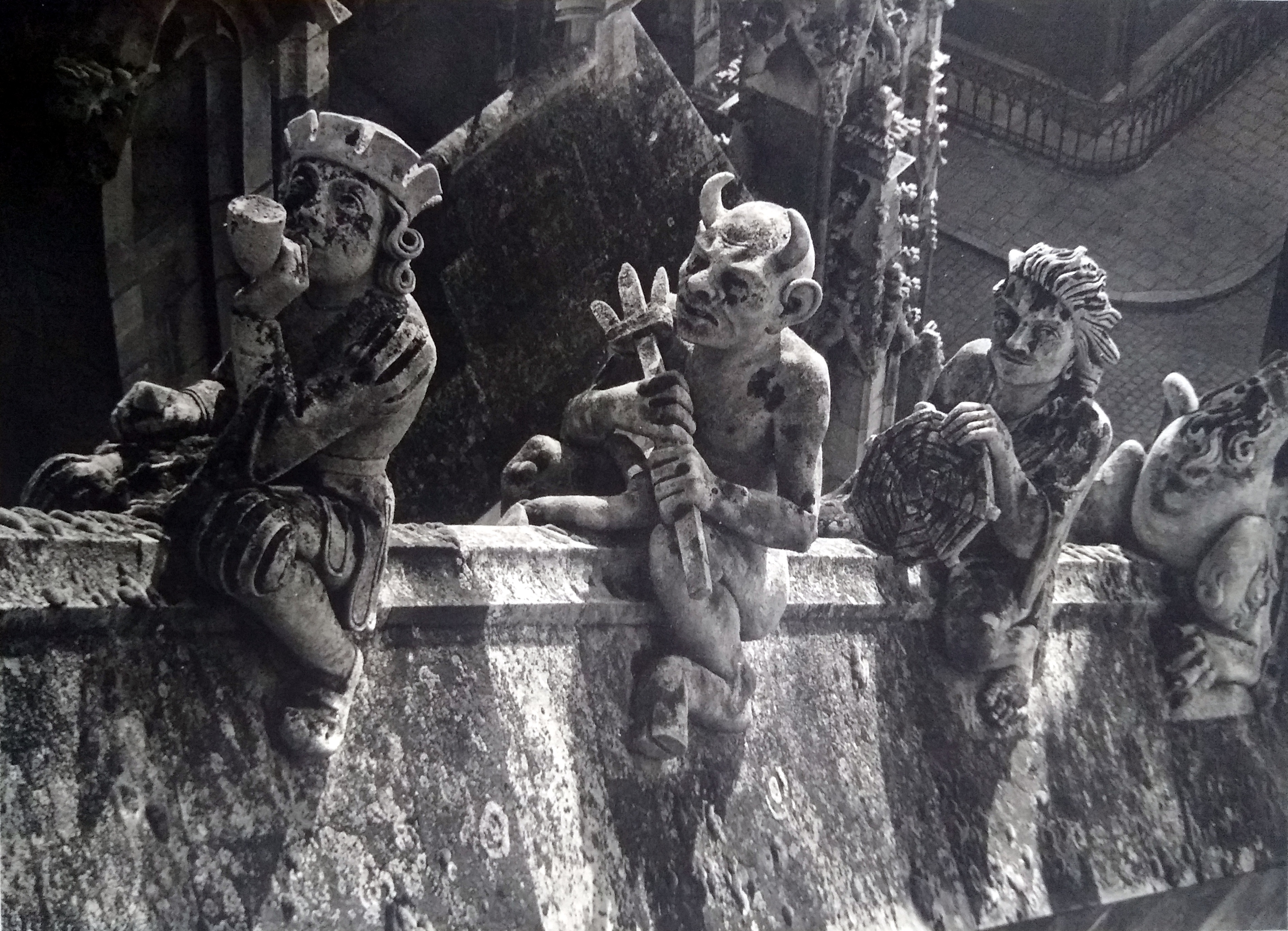
Vier luchtboogfiguren, in: Gedachten in Steen, Martien Coppens, 1948

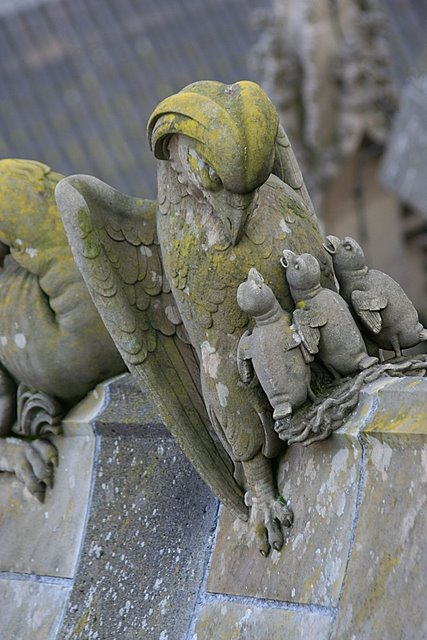
Beeld 2 op boog 2 van de noordzijde: een "pelikaan" die haar jongen voedt met haar eigen bloed

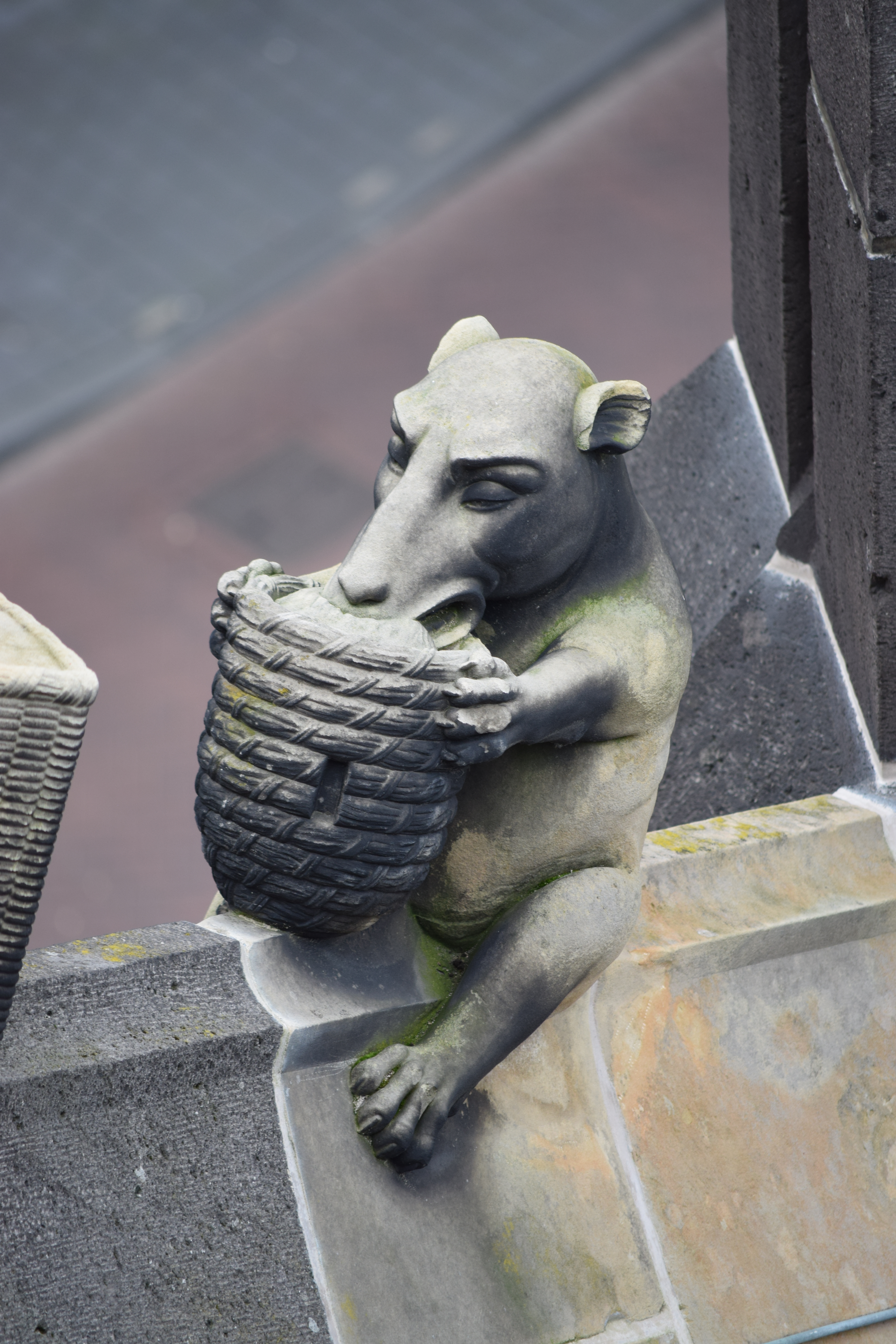
Boog 1 beeld 1 noordzijde: Beer met bijenkorf

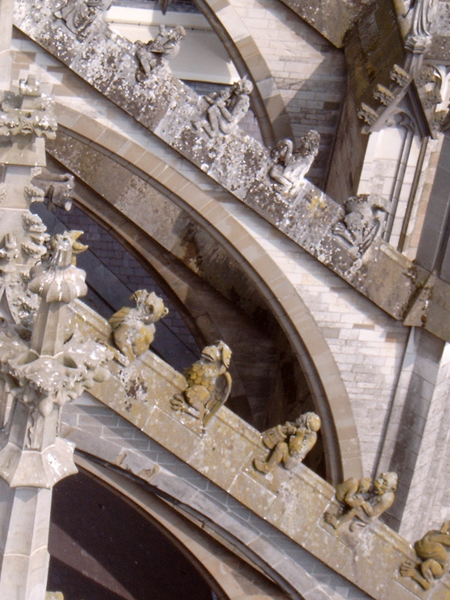
Bogen 5 en 6 van de zuidzijde

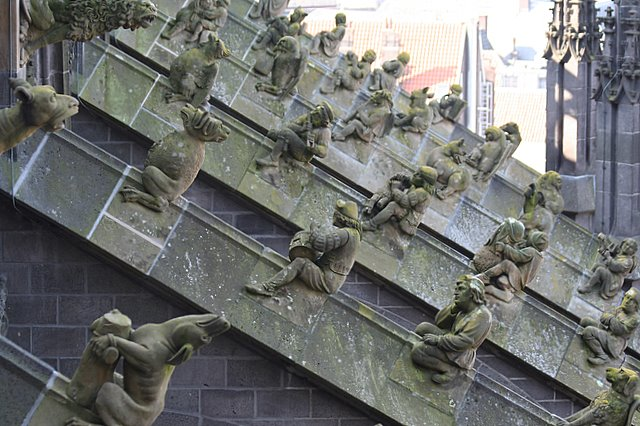
Boog 5, noordzijde; daarachter bogen 4, 3, 2 en 1

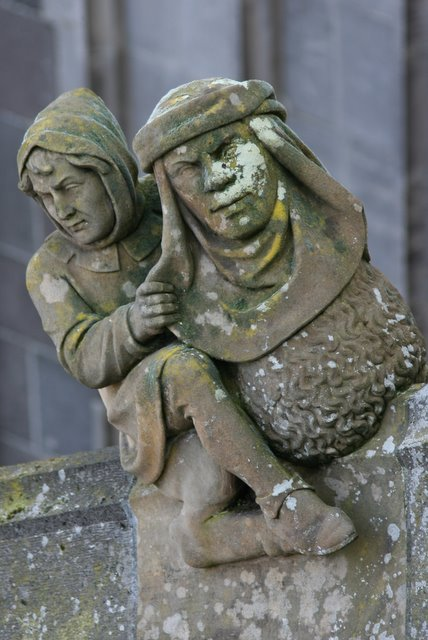
Boog 4, beeld 4, noordzijde: Man op sfinx

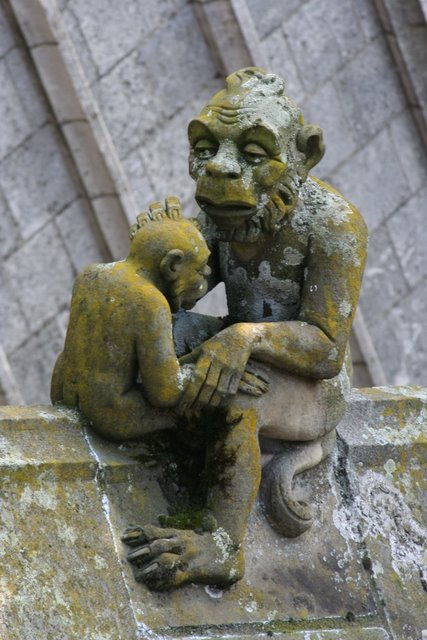
Boog 5, beeld 2, zuidzijde: Aap met jong

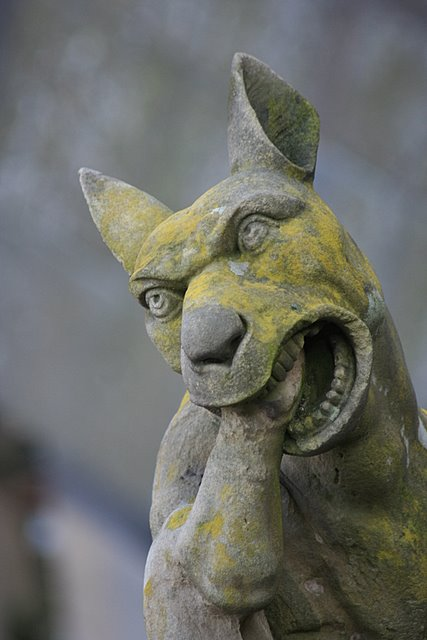
Boog 5, beeld drie, noordzijde: Een hond

De luchtboogbeelden of spuwers van de Sint-Janskathedraal in 's-Hertogenbosch zijn 96 stenen figuren die overwegend schrijlings zittend zijn weergegeven op de bovenste luchtbogen van de kathedraal. De figuren hebben een allegorische en een beroepsthematiek: van steenhouwer en smid tot draak, aap en hond. De kerk is in een gotische stijl gebouwd met 16 dubbele luchtbogen. Op de luchtbogen staan steeds 6 beelden, dus 96 luchtboogbeelden in totaal. De Sint-Jan is befaamd vanwege deze en tientallen andere beeldjes op de kerk.
Dit artikel bevat een lijst van alle luchtboogbeeldjes. De bogen zijn genummerd van west naar oost met de nummers 1 tot 6, en de beeldenvolgorde op de bogen gaat van laag naar hoog.

## Achtergrond
De huidige beeldjes zijn kopieën, reconstructies of nieuwe ontwerpen en stammen uit de 19e eeuw. Bij de restauratie eind 19e eeuw zijn de (meeste) beelden gereconstrueerd en gekopieerd naar tekeningen van de restauratiearchitect Lambert Hezenmans. Gewoonlijk worden dit soort beelden eerst gedemonteerd, vervolgens aangeheeld en ten slotte gekopieerd, maar Hezenmans maakte zijn schetsen vanaf de balustrade, waarna beeldhouwer Frans Kuijpers kleine modellen boetseerde in gips en klei. Beeldhouwer Antoon Gossens hakte vervolgens op veel grotere schaal de uiteindelijke luchtboogbeeldjes, vandaar dat de kopieën op veel punten afwijken van de originele beelden. Hezenmans heeft zijn schetsen ook gemaakt zonder dichtbij te kunnen komen, omdat er op dat moment nog geen steiger stond.
Originele beelden, afgietsels e.d. van de kathedraal zijn te bekijken in museum De Bouwloods. Helaas zijn niet alle originele beelden er te vinden. Sommige beelden zijn niet bewaard gebleven, terwijl zelfs sommige beelden die nog in goede staat verkeerden verdwenen zijn. De reden waarom ze niet bewaard zijn gebleven is niet bekend. Veel van de beelden zijn echter diverse keren verplaatst van en naar het Rijksmuseum in Amsterdam.

## Zuidkant van de kathedraal

### Boog 1
- Luitspeler. Dit beeldje is gebaseerd op een sterk verweerd beeldje van een musicerende herder dat voorheen op deze plek zat.
- Twee omhelzende mannen. Een van de drie plekken waar twee figuren op een plek staan. Een oude man omhelst de jongere persoon, de verloren zoon.
- Doedelzakspeler met een punthoed.
- Vrouw met tamboerijn. De enige vrouw tussen de mannen. Ze zit dan ook niet schrijlings op de bogen, maar in de amazonezit.
- Man met bekkens. Een belangrijk persoon van het orkest dat op de luchtbogen muziek speelt. Van dit beeldje was de onderste helft nog aanwezig, de rest is er bij verzonnen.
- Mannetje met muts. De betekenis van dit mannetje is onduidelijk. Het mannetje zit met 2 benen aan een kant van de boog en leunt achterover.

### Boog 2
- Leeuw met opgerold stuk papier. Het originele beeldje uit 1778 had volle manen en is in die hoedanigheid nog te zien in het museum. Bij de restauratie zijn de manen verdwenen, waardoor het nu meer weg heeft van een leeuwin. Wat het opgerolde papier betekent is niet geheel duidelijk.
- Mismaakte aap. Het originele beeldje zat andersom op de boog.
- Geblinddoekte man met een lange baard. De betekenis is niet geheel duidelijk; het origineel is niet bewaard gebleven.
- Dwarsfluitspeler. Het originele beeldje is niet bewaard gebleven. Deze figuur stelt een van Maria's musicerende herders voor.
- Triangelspeler, wederom een muzikant van het orkest. Het origineel is niet bewaard gebleven, waardoor niet meer te herkennen was wat het ooit heeft voorgesteld.
- Man met grote trom en bekkens. Het origineel is niet bewaard gebleven, maar het is echter wel terug te zien op tekeningen van Johan Evers. Daarom is dit beeld toch geïnspireerd op de oude tekeningen.

### Boog 3
- Herder met hoed op de rug. Een van de herders die Maria en het kind aanbidden.
- Metselaar met omgevouwen hoed. Dit behoort tot de groep die beroepen verbeelden.
- Man met hoofddoek en blaasbalg. Op zijn rug draagt hij een grote korf met houtblokken om het vuur aan te houden.
- Draak. Het origineel hiervan staat in museum, echter zonder kop. De kop van het beeldje lijkt een beetje op een vogel.
- Tweepotig monster met behaarde borstpartij met een ramshoofd. Het origineel stond een plaats lager.
- Ruiter op hond. Het origineel is niet bewaard gebleven.

### Boog 4
- Vedelspeler. Het origineel is te vinden in Museum De Bouwloods. Men vermoedt dat dit een herder is die muziek speelt voor Maria en het kindje Jezus.
- Man met hamer. Gezien de lederen voorschoot zou het een smid kunnen zijn, maar ook een timmerman. Het origineel is niet bewaard gebleven.
- Koning Balthasar. De restaurateurs hebben het beeldje een reukvat gegeven, die de koning aan het kindje Jezus schonk. Het origineel had echter een drinkvat vast. Vermoedelijk was het origineel een pottenbakker.
- Koning Kaspar. Men twijfelt door details of het origineel wel een der drie Koningen is, vanwege de houweel die het origineel vasthoudt, in plaats van de scepter die het beeldje nu vast heeft.
- Koning Melchior met kroon. Het origineel heeft echter geen kroon op, maar een muts. Verder is de houding wel hetzelfde.
- Draak. Geïnspireerd op het origineel dat niet bewaard is gebleven, hoewel die maar één vleugel miste.

### Boog 5
- Draakje dat achteromkijkt. Het draakje met stekels op de rug ziet er vervaarlijk uit, maar de kop van het beest is zeer vriendelijk uitgebeeld.
- Aap met jong. Een aap zit een jong te vlooien.
- Man met vaatje. Het mannetje zit met beide handen aan een stok in een vaatje, alsof hij boter aan het karnen is. Men twijfelt of het mannetje van het origineel wel een vaatje voor zich heeft.
- Roofvogel. Het origineel keek achterom en had de vleugels gestreken. Deze heeft ze echter gesperd en heeft een opwaartse blik.
- Monster met twee poten, afgeleid van een niet bewaard gebleven origineel. De kop doet denken aan een kameel.
- Monster. Het origineel had vleugels op de rug, maar de restaurateurs hebben deze niet overgenomen.

### Boog 6
- Omkijkend monster. Vermoedelijk waren van het origineel alleen de poten nog achtergebleven, want die passen niet goed bij de rest van het beeldje. Het beeldje is een beest met drakenvleugels en een zwanenkop.
- Man met haspel. De betekenis van de attributen is onbekend. In de ene hand heeft hij een knots en in de andere een haspel.
- Duivel met drietand, compleet met hoorntjes en een drietand. Het beeld heeft merkwaardige benen met hoeven, wat doet denken dat die zijn overgenomen van een eerder beeld op deze plek.
- Hoornblazer. Dit beeldje is een 19e-eeuws bedenksel. Men weet niet wat het beeldje uit moet beelden: een muzikant of een heraut?
- Gesluierde persoon. Men weet niet of het een man is of een vrouw, en ook niet of die persoon bidt of rouwt. De hoofdsluier bedekt immers het gezicht.
- Huilende man. Een figuurtje met de handen voor het gezicht, vermoedelijk van verdriet. Het is onbekend wat het origineel voor beeldje was.

### Boog 7
- Duiveltje met boek. Dit duiveltje kijkt een beetje treurig, alsof hij wil lezen maar het niet kan. Het boek stelt vermoedelijk een zonderegister voor.
- De erwteneter (niet te verwarren met de bekende erwtenman, met bijbehorende sage die op de kerk is weergegeven) die smult van erwten uit een pot.
- Duiveltje. Het origineel was bij de restauratie op zijn hoofd na intact en heeft model gestaan voor dit magere duiveltje. De ribben zijn telbaar.
- Steenhouwer. De steenhouwer is bezig met het vervaardigen van de luchtboog waar hij zelf op zit.
- Man met kistje, waarvan gesuggereerd wordt dat hij de betaalmeester van de kathedraalbouw is.
- Bouwmeester die zit te piekeren met de tekeningen voor zich en de bouw van de kathedraal controleert.

### Boog 8
- Tekenaar met passer. De tekenaar was bij de bouw van de kerk een belangrijk persoon. Met de passer construeert hij de maten van de stenen op een perkament op zijn schoot. In de Middeleeuwen was de passer een symbool voor de architect.
- Bouwmeester met meetlat. Ook hier weer een belangrijk persoon voor de bouw van de kathedraal. De meetlat was een symbool voor Marcus, maar ook van de bouwmeester.
- Schilder. De schilder, compleet met palet, is ook een van de ambachtslieden. Het beeldje is in de 19e eeuw bedacht.
- Metselaar. Aan de ene hand heeft hij een schietlood en aan de andere hand een troffel. Voor hem een muurtje dat hij in het lood heeft staan. Dit beeldje is niet geïnspireerd op een origineel.
- Vedelspeler. De voorstelling is geïnspireerd op een origineel beeldje. Hij speelt vermoedelijk voor Maria en het kindje Jezus.
- Nar met fluit. Compleet met narrenkap blaast hij zijn deuntje mee met het orkest op de bogen. Het origineel was vrijwel geheel verdwenen en dit is daarom een 19e-eeuws bedenksel.

## Noordkant van de kathedraal

### Boog 1
- Beer met bijenkorf
- Marskramer
- Luitspeler
- Man met dolk
- Man met bekkens
- Man met uil

### Boog 2
- Monster met vogelkop
- Pelikaan met jongen
- Hond met hoeven
- Citerspeler
- Doedelzakspeler
- Zwijntje met vat

### Boog 3
- Vedelspeler
- Jankend monster
- Hond met stok in de bek
- Duivel
- Adelaar met inktpot
- Ruiter op monster

### Boog 4
- Man drinkend uit een vaatje
- Man met gekruiste armen, rillend van de kou.
- Samson en de leeuw
- Ruiter op sfinx
- Fluitspeler
- Roofvogel

### Boog 5
- Man die op zijn eigen hand zit
- Drinkeboer
- Hond
- Peinzende man
- Trommelaar
- Monster met dubbele kop

### Boog 6
- Man met geldbuidel
- Getergde man
- Monster
- Geboeide man
- Leeuw
- Jankende hond

### Boog 7
- Man met buidel
- Omkijkende man
- Vrek
- Achterover hangende man
- Man met muntenbuidel
- Man met lege geldtas

### Boog 8
- Fluitspeler
- Doedelzakspeler
- Man drinkend uit kroes
- Vedelspeler
- Man met kruik
- Monster met knots